# Imenska Gorca
Imenska Gorca este o localitate din comuna Podčetrtek, Slovenia, cu o populație de 54 de locuitori.